# Viva La Musica
 (février 2024).
Si vous disposez d'ouvrages ou d'articles de référence ou si vous connaissez des sites web de qualité traitant du thème abordé ici, merci de compléter l'article en donnant les références utiles à sa vérifiabilité et en les liant à la section « Notes et références ».

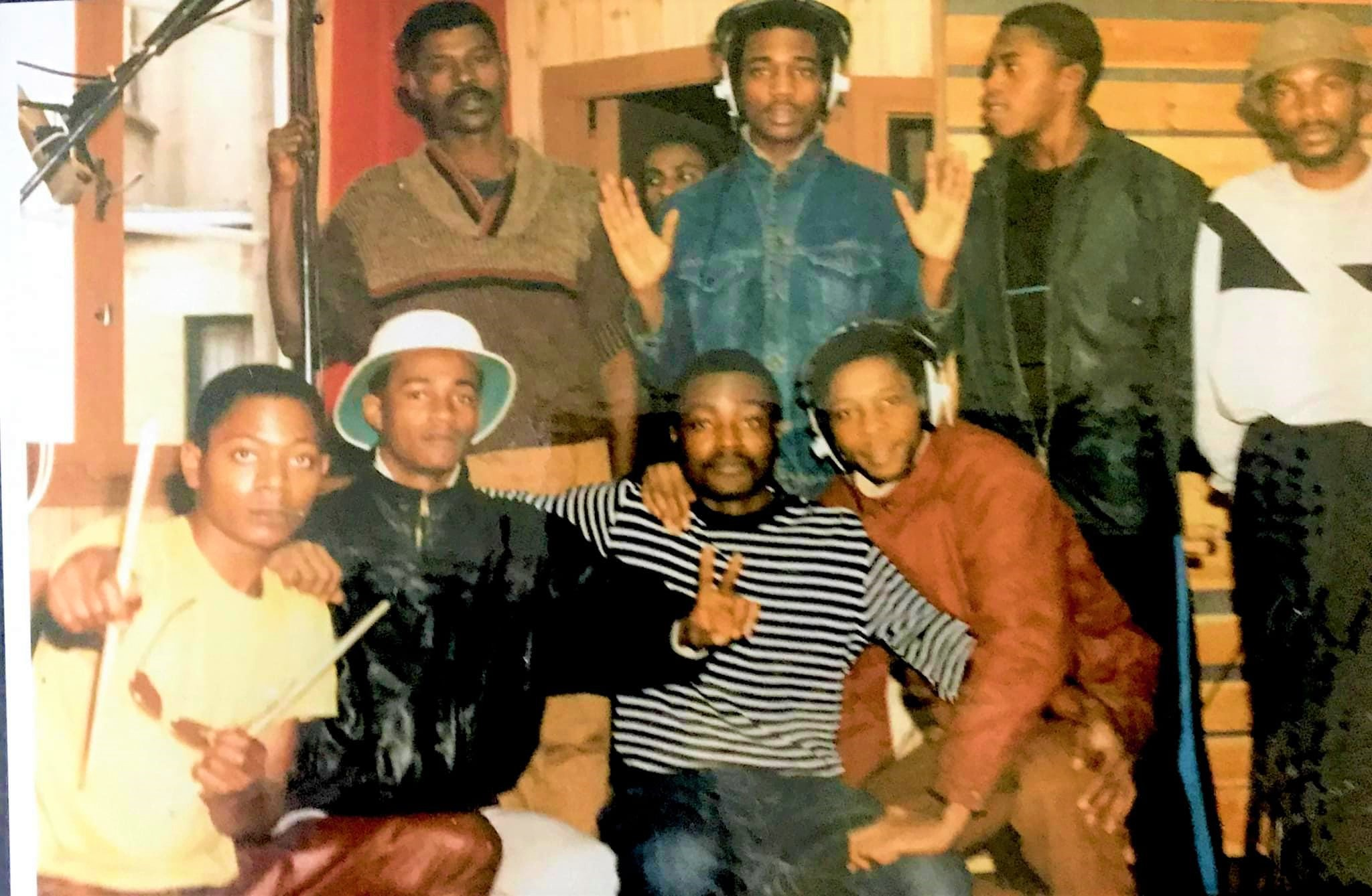
Viva La Musica lors de leurs tournées Euro-Asie en 1986

Viva La Musica est un groupe de musique congolais dirigé et fondé par Papa Wemba, produit pour la première fois le 26 février 1977.

## Histoire

### Création
Pour mieux saisir la genèse de Viva la Musica, il faut d’abord maîtriser les débuts de Zaïko Langa Langa, de 1969 à 1974, l’éphémère existence d’Isifi Lokole, de décembre 1974 à novembre 1975, et le passage de Papa Wemba dans Yoka Lokole, de novembre 1975 à décembre 1976. Trois jeunes formations musicales au sein desquelles Wemba a successivement évolué, et qui furent caractérisées par de terribles luttes de positionnement. Chaque ténor cherchait à prendre de l’ascendance sur le reste du groupe, ce qui a entraîné des scissions à répétition.
Tout fait partie du conflit opposant Yoka Lokole, Mavuela Somo et Shungu Wembadio. Esseulé, ce dernier est contraint, par le bouillant Mbuta Mashakado, en décembre 1976, de céder le micro en plein concert et de quitter honteusement le mouvement, entendez l’orchestre Yoka Lokole.
Pour mieux marquer cet événement, nous exposerons deux versions différentes. La première, qui peut être qualifiée de populaire, met en exergue la querelle de leadership entre Wemba et Mavuela, née, entre autres, de l’abandon dont fut victime Shungu Wemba pendant son incarcération à la prison de Makala en 1976, et surtout de son isolement au profit du tandem Mavuela et Mbuta Mashakado, se considérant comme étant d'origine kinoise. La deuxième version, puisée à travers « la musique congolaise du XXe siècle », avance que Wemba, sentant que Mavuela s’imposait comme patron de l’orchestre, a tenté de renouer avec l’orchestre Isifi, en répétant en secret avec Evoloko. À la suite de cette rumeur, les autres membres du groupe décident de l’écarter. Ce faisant, Pesho wa Ngongo suggère à Papa Wemba de monter son propre groupe. Devant l'hésitation de Papa Wemba, Pesho wa Pesho tente une négociation qui aboutit au retour de Papa Wemba dans Yoka Lokole, avant d’y être chassé en plein concert, en décembre 1976.
Opiniâtre, Pesho revient sur l’idée de la création d’un orchestre en obtenant le parrainage de Soki Vangu, lequel met un équipement à la disposition de Papa Wemba, afin de « punir » Mavuela qui tournait autour de son amie Getou Salay. C’est ainsi que Viva la Musica effectue sa première sortie officielle, le 26 février 1977, au Type K.

### Symbolique
Après la création de Viva la Musica, Shungu Wembadio devient Papa Wemba. Le siège de l'orchestre est installé à son domicile, situé au no A 42 de la rue Kanda Kanda, détrônant ainsi le no 6 de la rue Wafania, à Yolo Nord, fief d'Evoloko.
Wembadio se fait appeler « chef coutumier » du village Molokaï — anagramme des rues Masimanimba, Oshwe, Lokolama, Kanda Kanda et Inzia, qui entourent un espace du quartier Matonge, proche du Stade Tata Raphaël.
Les fanatiques de Viva deviennent des « villageois », et Papa Wemba fédère presque tous les jeunes autour du mouvement de la Sape. La coiffure en brosse remplace l’Afro. La démarche change : bien coiffé, bien parfumé, le terme Bon Chic, Bon Genre repris Wenge BCBG. La création de Viva la Musica entraîne un bouleversement total dans la manière de vivre de la jeunesse congolaise, une façon magistrale de laver l’affront subi en décembre 1976 par son leader.
Viva la Musica joue des chansons fétiches comme La Vie est Belle, composée par Papa Wemba lui-même, Santa, composée par le parolier du groupe Koffi Olomidé, ou encore Est-Ce Que, surnommée par les fans de Papa Wemba Le dernier chant du Rossignol.

## Albums
Viva la Musica sort un album intitulé Pole Position en 1995.
En 2016 le groupe sort un album d'hommage à Papa Wemba intitulé La Voie du Maître.
Viva la Musica accompagne le chanteur Jean-Baptiste Mubiala Emeneya.

## Succession de Papa Wemba
Après le décès de Papa Wemba son épouse Marie-Rose Luzolo prend la tête du groupe,. Plusieurs chanteurs quittent alors Viva la Musica.
Le chef d'orchestre de Viva la Musica est depuis 2000 Tosha Fulakanda.